# Adriaan van der Meulen
Adriaan Anne Marie van der Meulen (Schoterland, 5 februari 1901 – Leeuwarden, 10 oktober 1993) was een Nederlands politicus van de SDAP en later de PvdA.
Hij werd geboren als zoon van Pieter van der Meulen (1866-1958; belastinginspecteur) en Maria Judith Klinkenberg (1871-1966). In 1924 is hij afgestudeerd in de rechten aan de Rijksuniversiteit Utrecht en daarna werd hij advocaat in Leeuwarden. Daarnaast was hij ook plaatselijk actief binnen de SDAP. In 1931 kwam hij voor die partij in de Leeuwarder gemeenteraad en in 1934 werd hij bovendien lid van de Provinciale Staten van Friesland. Vanaf 1942 zat hij twee jaar als gijzelaar opgesloten in het Kamp Sint-Michielsgestel. Na de bevrijding werd hij wethouder in Leeuwarden en bovendien was hij vanaf september 1945 een jaar raadsheer bij het Bijzonder Gerechtshof in Leeuwarden. Van der Meulen werd in maart 1946 de burgemeester van Leeuwarden. In 1956 verliet hij wegens drukke werkzaamheden de Friese Staten. Tien jaar later ging hij met pensioen, maar hij bleef in Leeuwarden wonen, en in 1993 overleed hij daar op 92-jarige leeftijd.